# لي فرينش
لي فرينش (بالإنجليزية: Leigh French)‏ هي ممثلة أمريكية، ولدت في 14 يوليو 1945 في الولايات المتحدة.

## وصلات خارجية
- لي فرينش على موقع IMDb (الإنجليزية)
- لي فرينش على موقع قاعدة بيانات الفيلم (الإنجليزية)